# بطولة العالم للدراجات على المضمار 1971
بطولة العالم للدراجات على المضمار 1971 هي الدورة ال68 من بطولة العالم للدراجات على المضمار، أجريت في فاريزي، إيطاليا.

## النتائج النهائية
| المسابقة                              | ذهبية                  | فضية                               | برونزية                     |
| ------------------------------------- | ---------------------- | ---------------------------------- | --------------------------- |
| الرجال                                |                        |                                    |                             |
| السرعة الفردية                        | ليجن لوفيسيجن (NED)    | Robert Van Lancker (BEL)           | جيوردانو توريني (ITA)       |
| سباق المطاردة الفردية                 | Dirk Baert (بلجيكا)    | Charly Grosskost (فرنسا)           | هيو بورتر (المملكة المتحدة) |
| سباق مطاردة الدراجة النارية للهواة    | Horst Gnas (FRG)       | Rainer Podlesch (FRG)              | بيرت بوم (NED)              |
| سباق مطاردة الدراجة النارية للمحترفين | Theo Verschueren (BEL) | Jaap Oudkerk (NED)                 | دومينيكو دي ليلو (ITA)      |
| السيدات                               |                        |                                    |                             |
| السرعة الفردية                        | Galina Tsareva (URS)   | Galina Yermolayeva (cyclist) (URS) | Iva Zajícková (CZE)         |
| سباق المطاردة الفردية                 | تمارا جاركوشينا (URS)  | Keetie van Oosten-Hage (NED)       | بريل بيرتون (GBR)           |